# Kraftsholz
Kraftsholz ist als Weiler ein kleiner Ortsteil von Bad Berleburg im Kreis Siegen-Wittgenstein in Nordrhein-Westfalen.
Der Weiler besteht heute aus drei Häusern. Die Haupteinnahmequelle der Bewohner  ist die Land- und Forstwirtschaft.

## Lage
Kraftsholz liegt auf einem Höhenzug des Rothaargebirges, auf halber Strecke zwischen den Dörfern Wunderthausen und Wemlighausen.

## Geschichte
Die Siedlung entstand als Kanonsiedlung am Anfang des 18. Jahrhunderts. In dieser Zeit erfolgte auf Anweisung der Wittgensteiner Grafen die Besiedlung der waldweichen Gebiete.
Bis zur Gebietsreform im Jahr 1975 gehörte der Weiler zur selbständigen Gemeinde Wunderthausen und zum Amt Berleburg. Kirchlich war die kleine Ansiedlung bis in die Mitte des  19. Jahrhunderts dem Kirchspiel Girkhausen zugewiesen. Im Jahr 1900 zählte der Ort elf Einwohner.
Der Name Kraftsholz ist ein sogenannter Rodungsname. Der erste Wortteil bezieht sich auf einen der ersten Siedler mit dem Namen Craft.  Der zweite Teil steht für Wald.